# لفرنة
لِفُرنة أو (نقحرة: ليفورنو) (بالإيطالية: Livorno)‏ أو قُرْنَة (النسبة إليها: قُرْنِيّ) مدينة إيطالية بإقليم تُسكانة يقطنها 160.991 ساكن، عاصمة مقاطعة لِفُرنة.
تقع على طول ساحل بحر لِغُرية، ولِفُرنة إحدى أهم الموانئ الإيطالية من الناحيتين السياحية والتجارية، ومركز صناعي ذو أهمية على المستوى الوطني، وتعتبر الأكثر الأحدث على مستوى مدن توسكانا، وإن وُجدت في أراضيها شواهد تاريخية تعود إلى عصور قديمة نجت من القصف الواسع النطاق خلال الحرب العالمية الثانية.
تنامت المدينة منذ نهاية القرن السادس عشر برغبة من آل ميديشي، وتشتهر بكونها مسقط رأس شخصيات مرموقة من أمثال مثل أميديو موديلياني وبييترو ماسكاني وكارلو أزيليو تشامبي. في الماضي وحتى أوائل القرن العشرين لما كانت وجهة سياحية ذات أهمية دولية لوجود المصائف ومنتجعات المياه المعدنية الهامة، وصفت المدينة بأنها مونتيكاتيني على البحر.
لِفُرنة التي بلغ عدد ساكنيها في نهاية القرن التاسع عشر حوالي 100,000 نسمة فكانت الحادية عشرة بين مدن إيطاليا والثانية في توسكانا، شهدت في العقود الأخيرة انخفاضاً في عدد السكان، ما جعلها اليوم ثالثة مدن توسكانا بعد فلورنسا وبراتو.

## السكان
في سنة 1861 بلغ عدد السكان 94٬977 نسمة، وتطور العدد ليصل في سنة 2011 لـ 157٬052 نسمة.
يظهر هذا المخطط البياني تطور النمو السكاني لـ ليفورنو

## الجغرافيا
تبعد 20 كلم تقريباً إلى الجنوب من مدينة بيزا.
تبلغ مساحة مدينة لِفُرنة 104.79 كيلومتر مربع. وترتفع ثلاثة أمتار فوق مستوى سطح البحر. لا يوجد بها مجاري مائية رئيسية، عدا بعض الجداول الصغيرة. الأرض المسطحة عموماً باستثناء الارتفاع جنوباً حيث تبدأ التلال الليفورنية (ارتفاعها الأقصى 462 متراً) لذلك حتى الساحل كله منخفض.
تصنف المدينة كمعظم بلديات توسكانا بدرجة 9 في تصنيف النشاط الزلزالي (الفئة 2).
كما تشمل أراضي لِفُرنة البلدية جزيرة غورغونا وجزر سيكي ميلوريا الصخرية وهي جزء من حديقة الأرخبيل التوسكاني الوطنية. مساحة جزيرة غورغونا 220 هكتار وتبعد 37 كيلومتراً عن الساحل.
من الناحية الجيولوجية أراضي لِفُرنة والمناطق المحيطة بها تتميز بالعديد من المواد مثل الحجر الرملي والغابرو. خصوصاً التلال خلف المدينة حيث توجد أراضي ذات تدرج أحمر مكثف؛ الأرض الأكثر انخفاضاً منها مكونة من صخر calcarenite الرسوبي طيني اللون. بينما يشكل الجزء الشمالي من البلدية جزءاً من سهل أرنو الفيضي.

## التاريخ

### من أصولها حتى القرن الثامن عشر

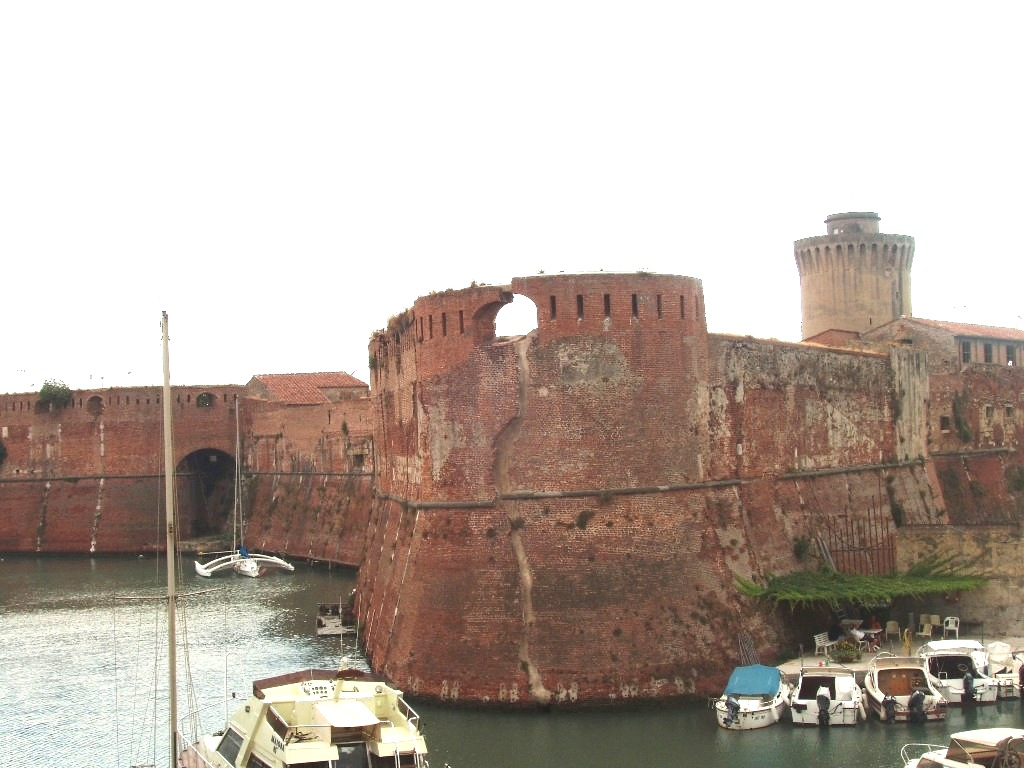
الحصن القديم 1534

أصول لِفُرنة غير معروفة وضائعة في الأساطير والميتولوجيات. وُثـّق اسم «ليفورنا» لأول مرة في عام 904 للإشارة إلى عدد قليل من المنازل تقع على ساحل البحر الليغوري في خليج صغير طبيعي على بُعد بضعة كيلومترات إلى الجنوب من مصب نهر أرنو ومدينة بيزا. تزامن ظهور تلك القرية مع الانخفاض المتزايد لعمق ميناء بيزا القريب وهو النظام المينائي العظيم لجمهورية بيزا، وزودت بين القرنين الثالث عشر والرابع عشر بنظام للتحصينات وبمنارة مهيبة.
أفـِلـَت الجمهورية، وبيعت لِفُرنة أولا لآل فيسكونتي حكام ميلانو، ثم إلى الجنويين في سنة 1407، بعد ذلك انتقلت إلى الفلورنسيين في سنة 1421. ساهم آل ميديشي حكام توسكانا في القرن السادس عشر بشكل حاسم في تطوير لِفُرنة ونظامها المينائي. وقد كلفوا برناردو بوونتالينتي بتصميم مدينة جديدة محصنة حول النواة الأصلية للبلدة، مع نظام مثير للإعجاب لخنادق مائية وبستينات.
عـُرّفت لِفُرنة بأنها «مدينة مثالية» خلال النهضة الإيطالية. مخترقة بالقنوات ومحاطة بأسوارها المحصنة، متداخلة الشوارع على طراز البندقية، وذات ميناء مميز بأبراج وحصون تؤدي إلى وسط المدينة.

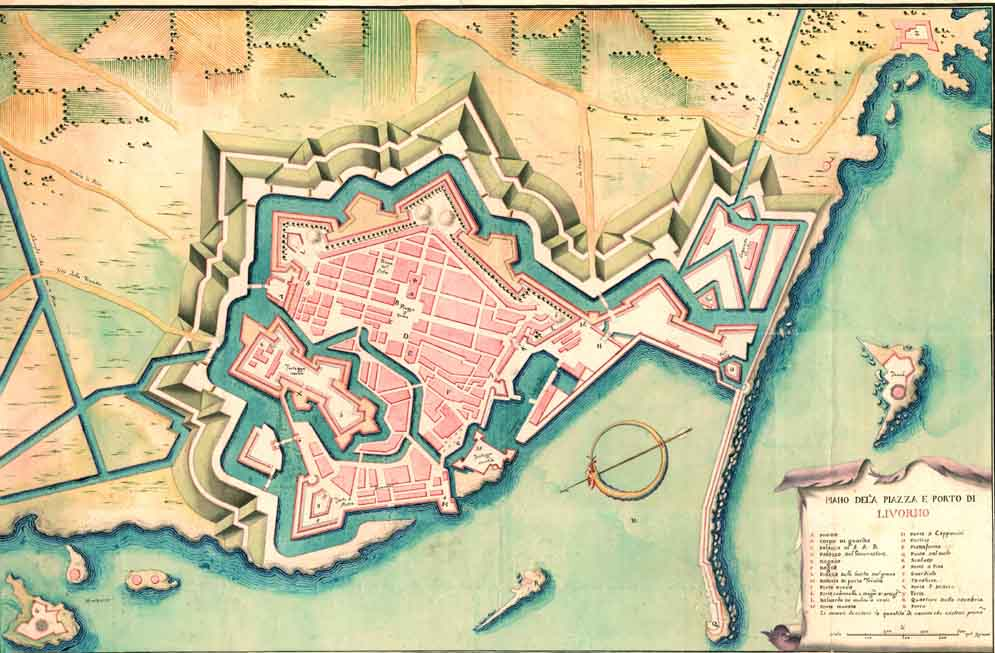
تحصينات لِفُرنة في القرن السابع عشر

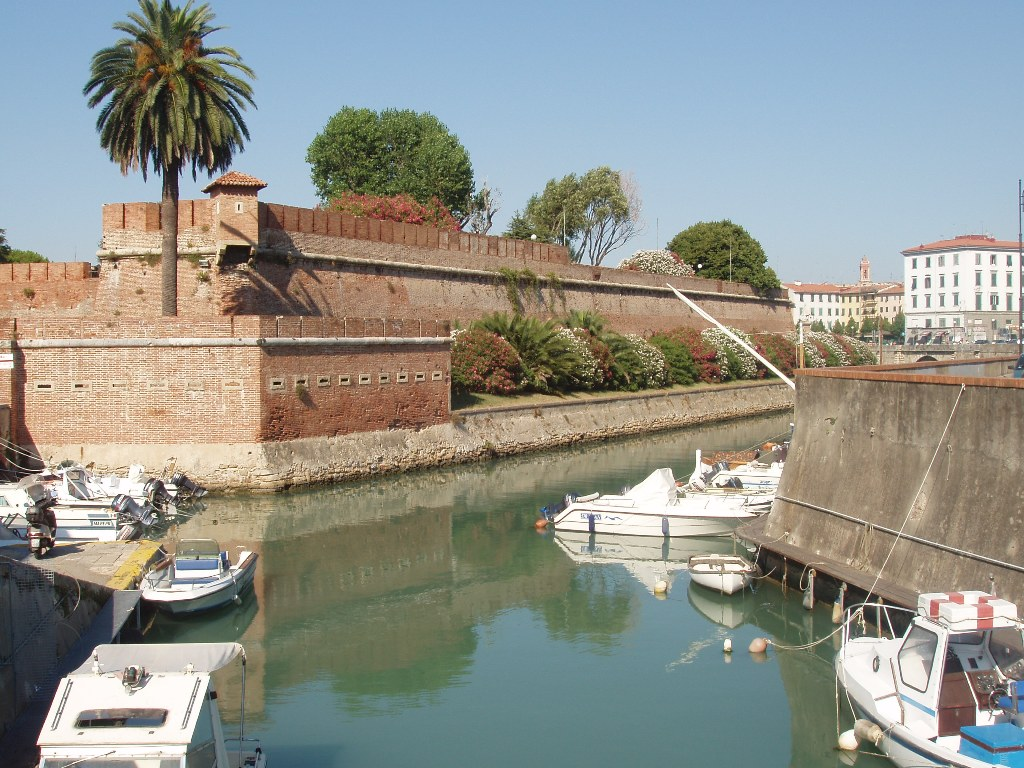
الحصن الجديد 1590-1600

و خضعت لِفُرنة لفترة تخطيط مدني توسعي كبير في نهاية القرن السابع عشر. قرب المبنى الدفاعي للحصن القديم، بـُني حصن جديد إضافة إلى أسوار المدينة ونظام الملاحة في القنوات.
أنعشت قرارات غراندوقات توسكانا بين عامي 1590 و1603 عملية إسكان المدينة، فالقانون المسمى ب"Leggi Livornine" جعل الميناء حراً ما يعني إعفاء السلع المتداولة هنا من الرسوم الجمركية. كما ضـَمـِن القانون لقاطني لِفُرنة حرية المعتقد والمهن الدينية والسياسية لأي شخص كان قد أدين بأية جريمة (مع بعض الاستثناءات، بما فيها القتل وتزوير النقود). من الناحية الاقتصادية، أدت إقامة الميناء الحر إلى انتشار الأنشطة التجارية المرتبطة غالباً بالأنشطة المينائية المكثفة.
في 19 مارس من عام 1606، رفع فرديناندو الأول دوق توسكانا الأكبر في مصلى سان فرانشيسكو دي أسيزي بالقلعة القديمة لِفُرنة إلى مرتبة المدينة.
و بفضل هذه القوانين، أصبحت لِفُرنة مدينة كوزموبوليتانية وإحدى أهم الموانئ في منطقة البحر المتوسط بأسرها. انتقل إلى لِفُرنة الكثير من الأجانب للعيش والتجارة؛ من بينهم الأرمن والهولنديون والإنكليز واليونانيون واليهود. بعد ذلك بكثير انتقل إليا أيضاً بعض الموريسكيين (مسلموا إسبانيا الذين نـُصـِّروا قسراً) من إسبانيا خلال القرن الثامن عشر.
كما استفاد من ذلك اليهود الذين طردوا في ذلك الوقت من شبه جزيرة ايبيريا. وجاءوا بكثرة، ولا سيما التجار، وكوّنوا جالية يهودية نشطة تتحدث الإسبانية والبرتغالية استمرت قروناً. عاش اليهود في لِفُرنة أحراراً ولم ينغلقوا في غيتو كما حدث في مدن إيطالية أخرى حتى الوحدة الإيطالية. ومن بين هؤلاء كان هناك العديد من المواطنين اللامعين أبرزهم الرسام أميديو موديلياني.

### منالقرن الثامن عشرإلى يومنا هذا
في القرن الثامن عشر، لم تعق نهاية أسرة ميديشي وقدوم أسرة لورين توسع المديني، بتشكل ضواحي كبيرة وراء تحصينات بوونتالينتي. حتى من الناحية الثقافية والحضارية حمل القرن الثامن عشر ازدهاراً للفنون عموماً والنشر خصوصاً؛ نشر هنا كتاب الجرائم والعقوبات لتشيزري بكاريا (سنة 1764، دون اسم)، والطبعة الثالثة من موسوعة دنيس ديدرو وجان باتيست لو رون دالمبير سنة 1770، بمطبعة في مبنى بانيو ديي فورساتي القديم.
مع نهاية القرن الثامن عشر وبداية التاسع عشر حاصرت القوات الفرنسية المدينة بقيادة نابليون بونابرت، والقوات الأسبانية والقوات الإنكليزية. سمح الاسترداد وعودة آل لورين إلى السلطة عبر فرديناندو الثالث ثم ليوبولدو الثاني بإنجاز أعمال عمومية كبيرة مثل الانتهاء من قناة كولونيولي، بينما هـُدمت أغلب تحصينات آل ميديسي لافساح المجال لقصور أنيقة للبرجوازية الليفورنية.
و قد شهدت أحداث ثورة سنة 1849 قبل سنوات قليلة من الضم النهائي غراندوقية توسكانا إلى مملكة إيطاليا. مع الوحدة الإيطالية، ألغي في عام 1868 إعفاء لِفُرنة الجماركي، ما أدى إلى انخفاض كبير في الأنشطة التجارية والملاحية، ولكن تأسيس ورشة أولاندو لبناء السفن بعد ذلك غيـّر وجه المدينة محولاً إيـّاها بسرعة إلى مركز صناعي مهم.
في نهاية هذا القرن، تعززت مكانة المدينة التي ناهز عدد سكانها آنذاك 100,000 نسمة بإنشاء الأكاديمية البحرية الشهيرة. كان مانليو غاريبالدي أحد أوائل طلبة الأكاديمية، لهذا السبب في عام 1888 اتخذت والدته فرانشيسكا أرموزينو وشقيقته كليليا غاريبالدي منازلاً لهم في لِفُرنة كما نصح بذلك الجنرال جوزيبي غاريبالدي نفسه بذلك. وكان متعلقاً جداً بلِفُرنة لأسباب عدة، ليس أقلها صداقته مع الأخوة أولاندو وعائلة زغارالينو.

## أهم المعالم

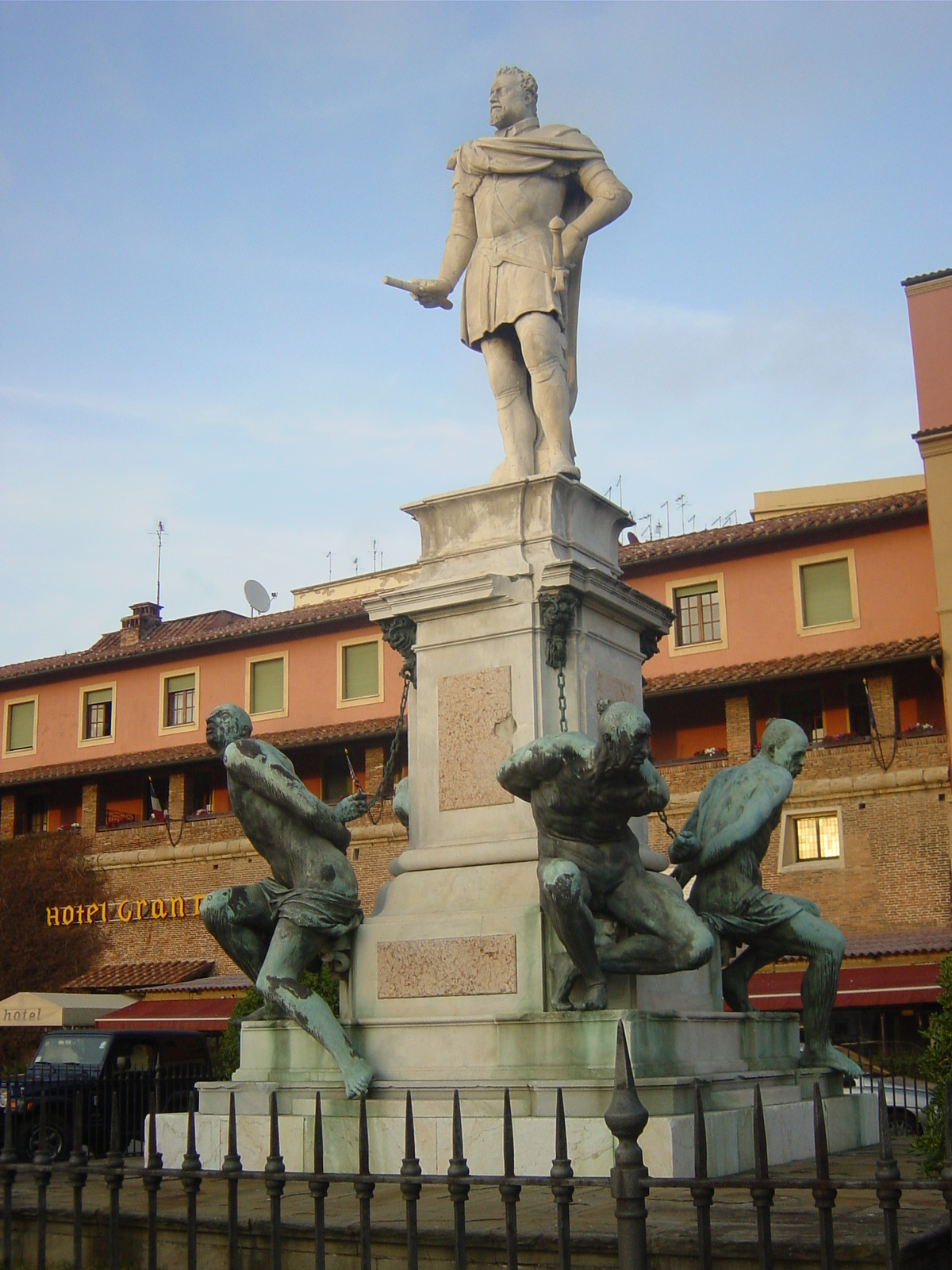
نصب المور الأربعة

خسرت لِفُرنة كثيراً من تراثها التاريخي بعد الدمار الذي تعرضت له خلال الحرب العالمية الثانية وما تلاها من تشويه بعمليات إعادة الإعمار، وإن صمدت آثار من مختلف مراحلها التاريخية: وخصوصاً تصميم مركز المدينة وهو تحصين خماسي بُني وفقاً لمعايير المدينة المثالية في القرن السادس عشر. وأيضاً الكثير من الكنائس والمعابد والمقابر لمختلف المذاهب الدينية، رمزاً نموذجياً لمزيج من مختلف الأعراق والشعوب أثر تأثيرا كبيراً على ثقافة المدينة. اتحدت هذه الروح من التسامح المتبادل في الماضي بسياسة غراندوقات توسكانا المستنيرة، خلقت في الواقع نشاطاً ثقافياً مكثفاً. أنعشت المكتبات المهمة والمسارح المرموقة حياة المدينة: فهنا على سبيل المثال نشرت الطبعة الثالثة من Encyclopédie، في حين أقام العديد من الكتـّاب من أمثال توبياس سمولت وكارلو غولدوني بفيلات في أماكن رائعة حول لِفُرنة. أُنشأت لاحقاً أعمال معمارية عظيمة لمرافق عامة في النصف الأول من القرن التاسع عشر، حين بدأت المدينة بتأكيد الطفرة السياحية فافتتاح العديد من المصائف والتي لا تزال تستشعر فيها حتى اليوم أصداء الزمن الجميل البعيد.
لا يزال حي البندقية الجديدة يتحفظ بمعظم تخطيط المدينة الأصلي ومعالمه المعمارية مثل الجسور والممرات الضيقة ومنازل النبلاء وشبكة القنوات الكثيفة التي تربط الميناء بمخازنه. تنامت لِفُرنة خلال القرنين الثامن عشر والتاسع عشر وانفتحت على العالم، وتميزت بظهور حيوي لمباني نيو كلاسيكية وحدائق عامة تستضيف متاحف ومؤسسات ثقافية هامة، فيلات أرت نوفو مطلة على البحر والسوق.
متحف ماسكانيانو، والمنازل تاريخية، ووثائق وأعمال الموسيقي الكبير بييترو ماسكاني. تـُعزف بعض أعماله الأوبرالية تقليدياً في كل عام من عادة لعب خلال الموسم الموسيقي الأوبرالي، الذي ينظمه مسرح لِفُرنة التقليدي. سـُميت «تيراتسا ماسكاني» بذلك تكريماً له وهي فسحة للمشاة يفصلها درابزين عن البحر.
«نصب المور الاربعة»، المهدى إلى الدوق الأكبر فرديناندو الثاني دي ميديشي دوق توسكانا، واحدا من أهم المعالم لِفُرنة.

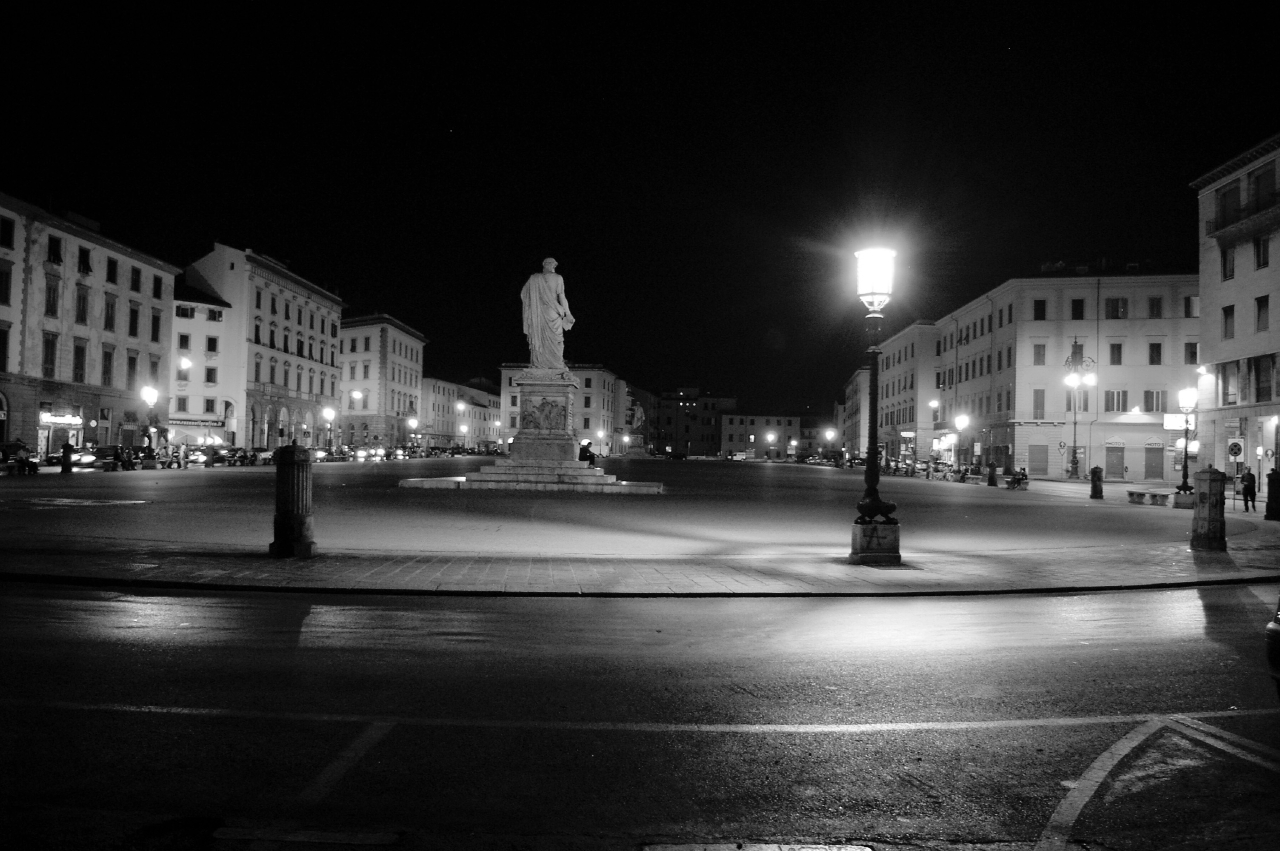
ساحة الجمهورية

في لِفُرنة هناك ساحة مهمة تسمى ساحة الجمهورية "Piazza della Repubblica" بها اثنين من المعالم الهامة للسياسيين إيطاليين. وهي في الحقيقية أيضا جسر وتحته هناك قناة قديمة الكبرى. وساحة الجمهورية هي أكبر جسر في أوروبا.
معلم هام آخر هو الحصن القديم؛ بناء قديم مع بقرميد أحمر وهو الذي حمى في وقت ما المدينة من هجمات القراصنة.

## الثقافة
سياسيا، لِفُرنة واحدة من أكثر المدن الإيطالية المؤيدة اليسار السياسي. وقد تأسس الحزب الشيوعي الإيطالي في لِفُرنة في 21 كانون الثاني / يناير 1921.
هناك سلالة من الدجاج تسمى ليغهورن نسبة لاسم المدينة. وهذا بدوره يعطي اسمه للرسوم المتحركة Foghorn Leghorn.

## الاقتصاد

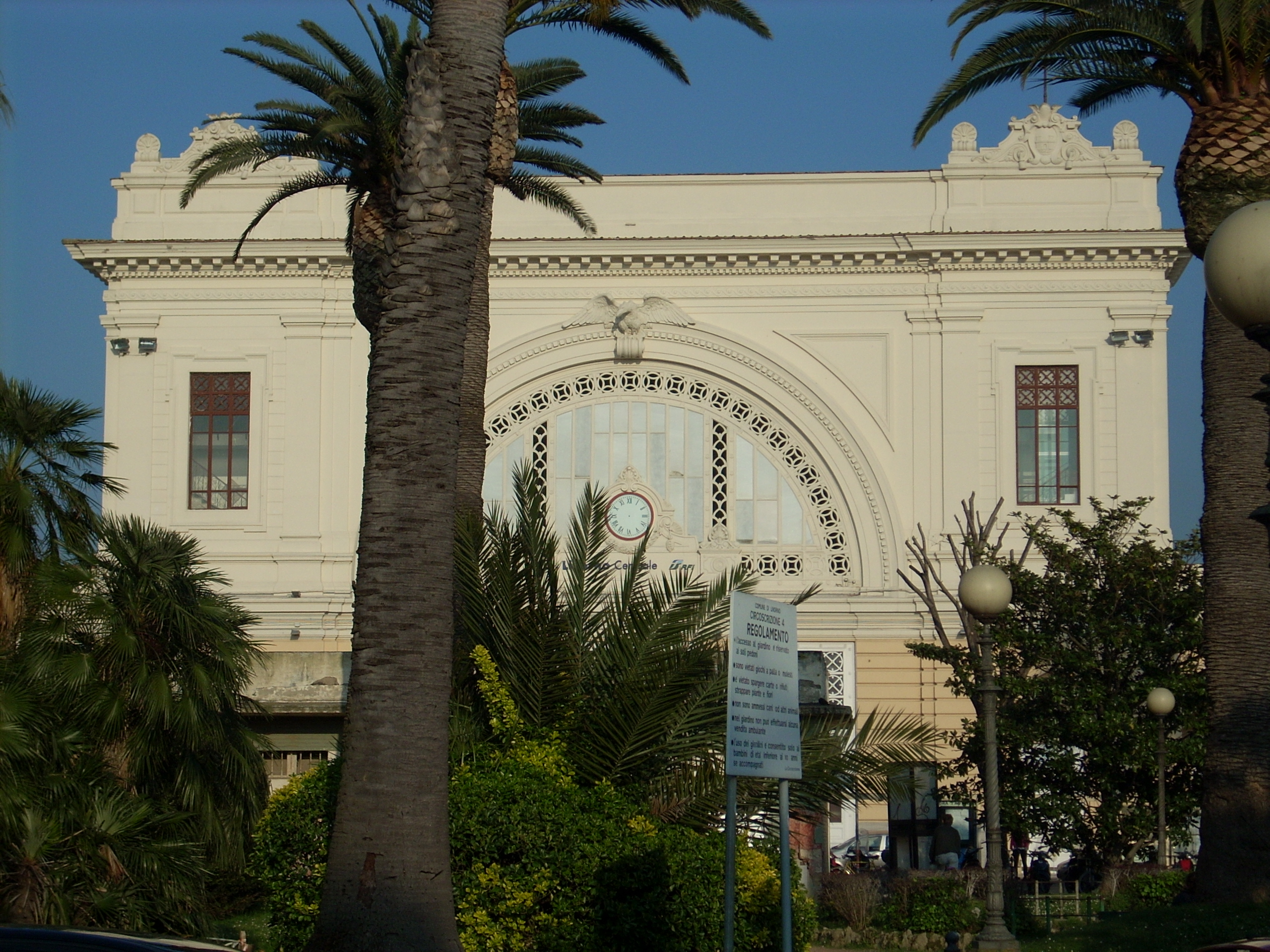
المحطة المركزية

لِفُرنة مركز كبير لصناعة البتروكيماويات، كما تنتج نوعا من الخمور معطرة

## الرياضة
نادي لِفُرنة لكرة القدم ينافس في اطار الدوري الإيطالي. يعكس النادي وجماهيره انتماء المدينة سياسيا لليسارية.

## التوأمة
لِفُرنة هو توأمة مع المدن التالية:
- بات يام،  إسرائيل
- غوادالاخارا،  إسبانيا
- هايفونغ،  فيتنام
- نوفوروسياسك،  روسيا
- تشيرينيولا،  إيطاليا

## معرض الصور

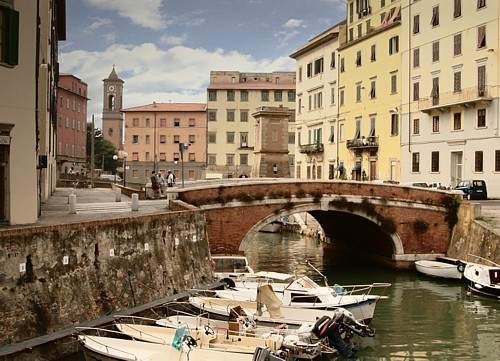
طزار فينيسيا
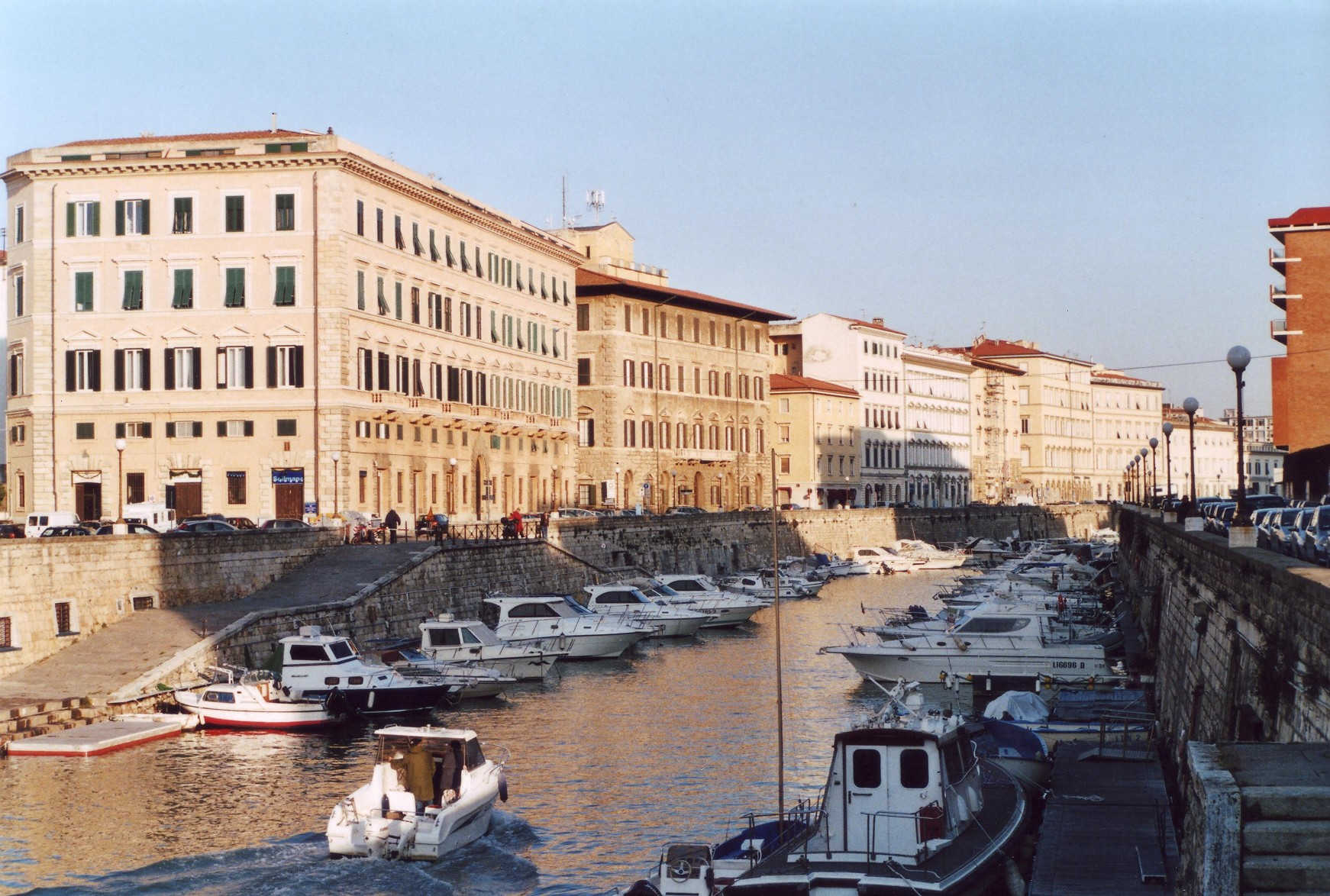
القناة الكبرى
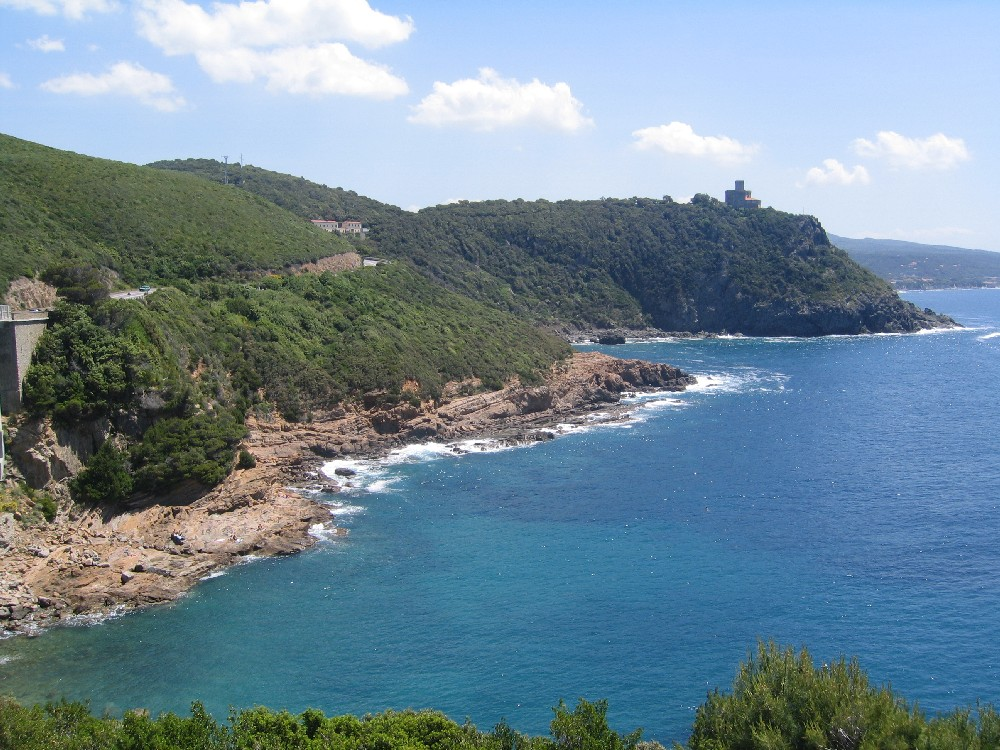
ساحل ليفورنو
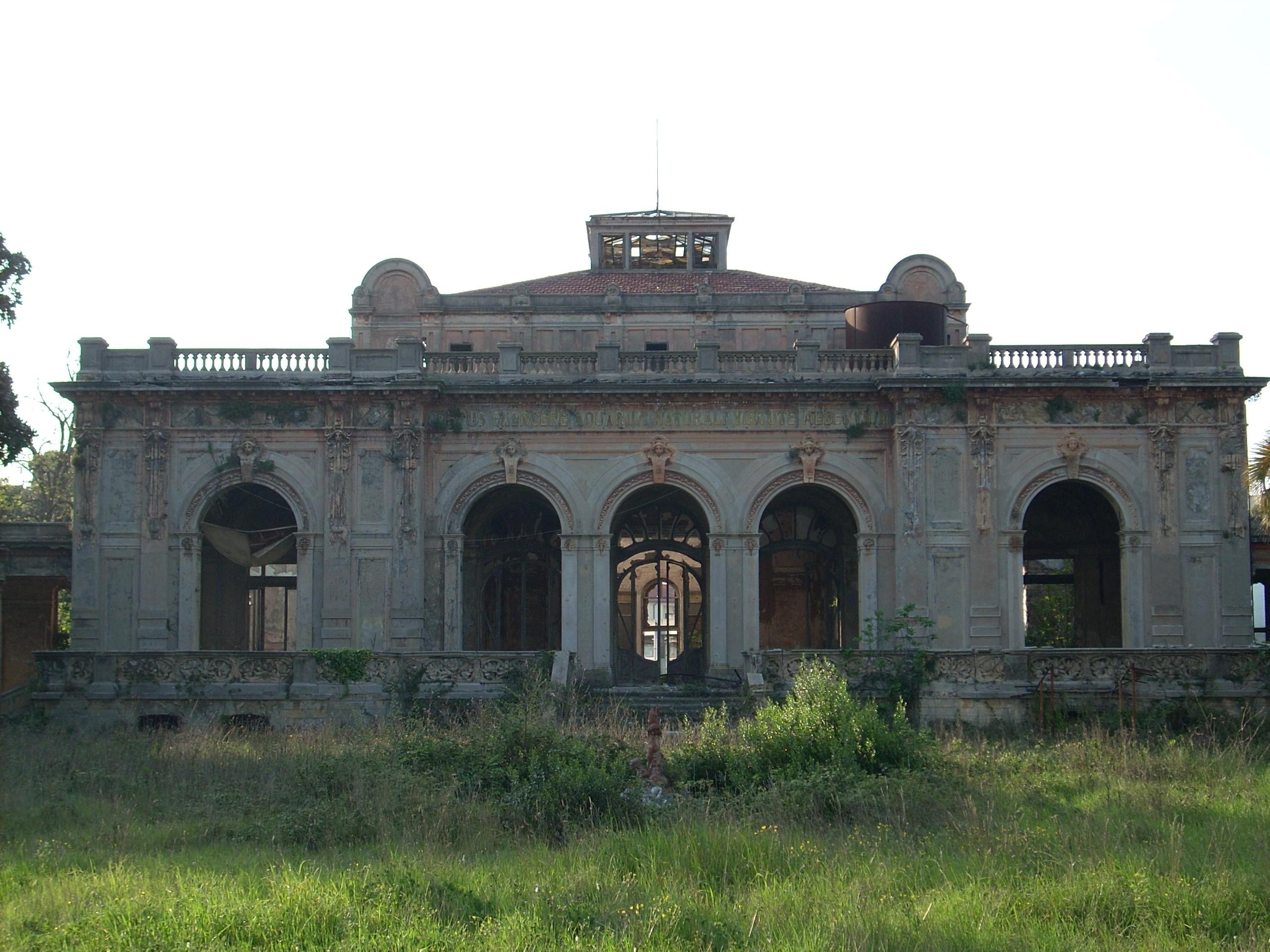
سرادق المياه الصحية
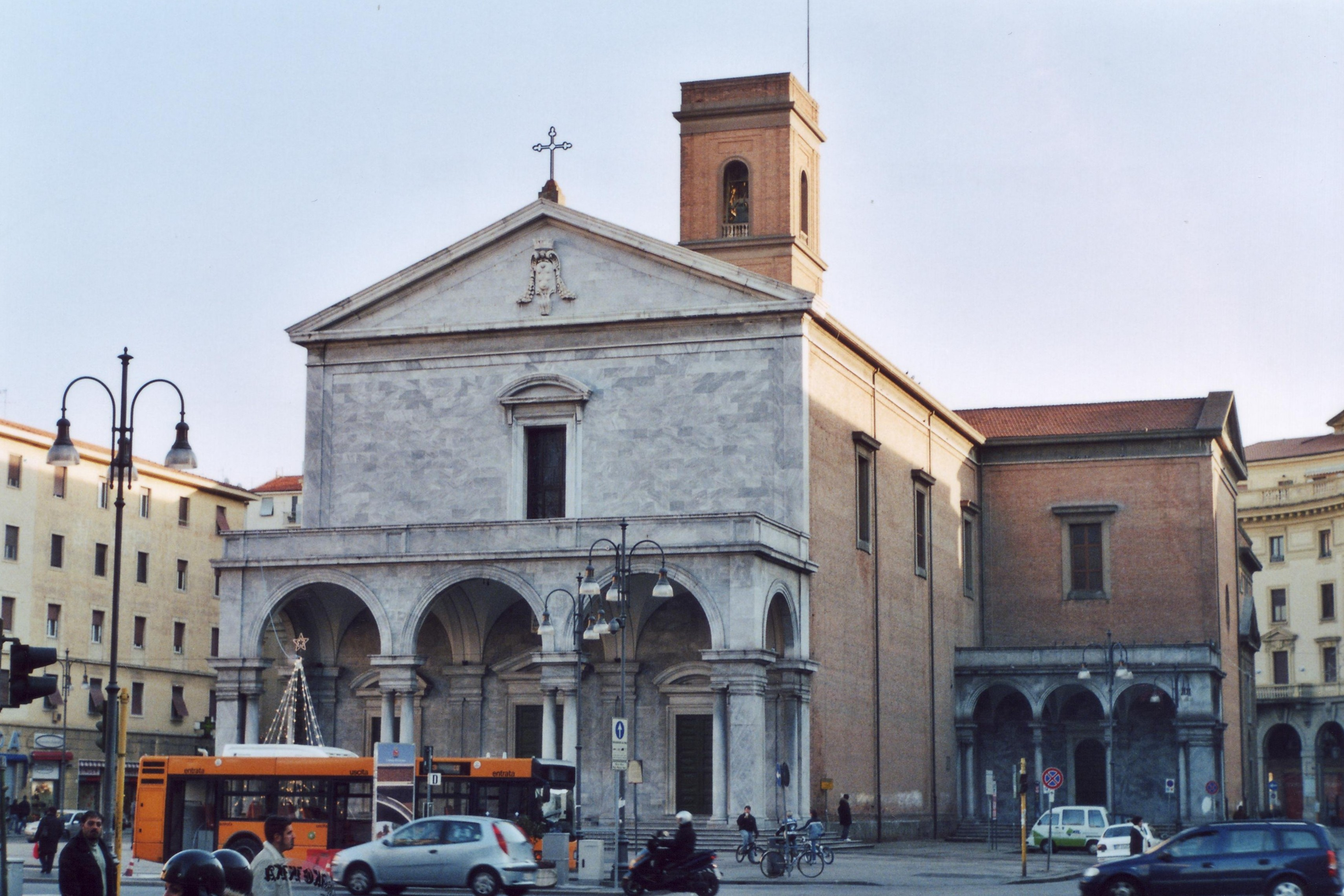
كاتدرائية ليفورنو
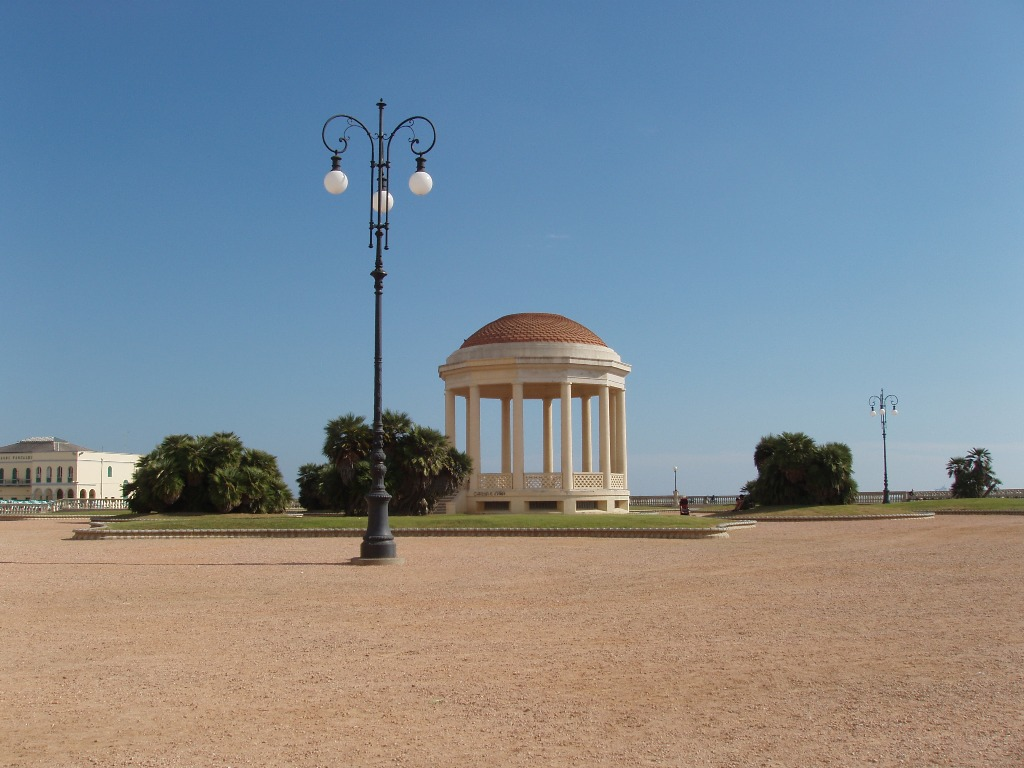
شرفة كاستانيي
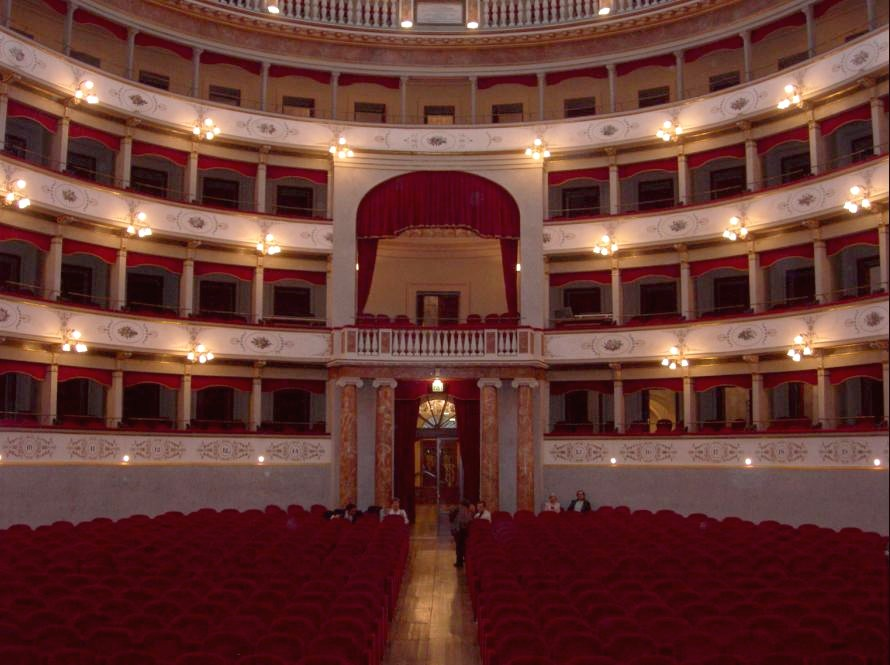
مسرح غولدوني
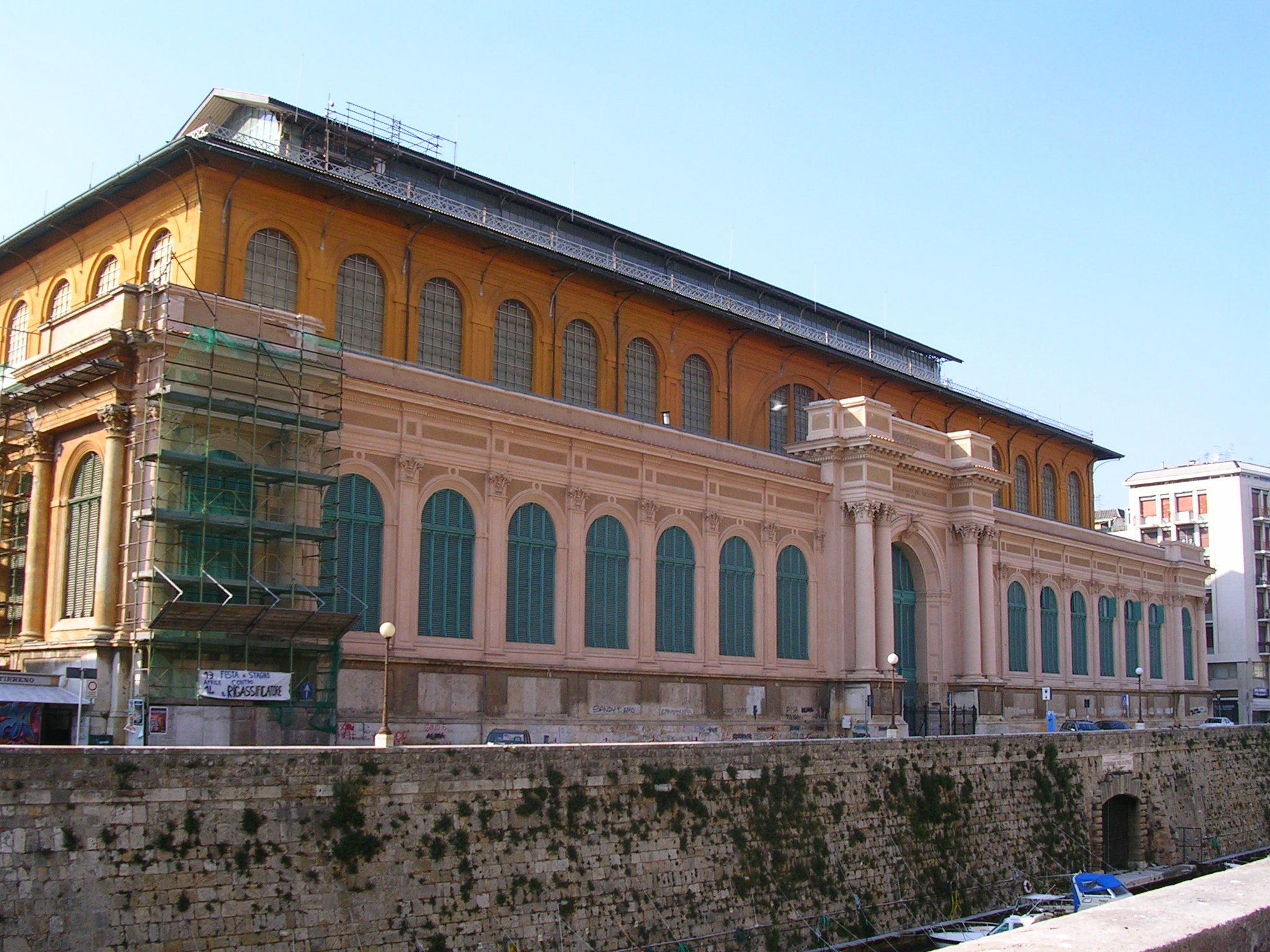
سوق فيتوفاليي المغطى